# Terin Humphrey
Pour les articles homonymes, voir Humphrey.
Terin Humphrey est une gymnaste artistique américaine née le 14 août 1986 à Saint Joseph (Missouri).

## Biographie
Lors des Jeux olympiques d'été de 2004 se tenant à Athènes, elle remporte la médaille d'argent dans l'épreuve du concours par équipes en compagnie de ses coéquipières Mohini Bhardwaj, Annia Hatch, Courtney Kupets, Courtney McCool et Carly Patterson Lors de ces mêmes Jeux olympiques, elle remporte également la médaille d'argent dans l'épreuve des barres asymétriques.